# Donacjan (biskup Reims)
Donacjan (zm. ok. 389) – biskup Reims i święty Kościoła katolickiego.
Według tradycji był synem Lucyny i rzymskiego  wojskowego dowódcy Korneliusza, który został wysłany do tłumienia rebelii w Galii. Tam też w diecezji Reims Donacjan objął urząd biskupi, który sprawował do śmierci.
Jego wspomnienie liturgiczne w Kościele katolickim obchodzone jest 14 października.
Jest patronem belgijskiego miasta Brugge. Na pamiątkę przeniesienia relikwii z Reims do Brugii, święto obchodzone jest tu 7 maja.